# Мінніханов Рустам Нургалієвич
Рустам Нургалієвич Мінніханов (тат. Рөстәм Нургали улы Миңнеханов, нар. 1 березня 1957, Рибно-Слободський район, Татарська Автономна Радянська Соціалістична Республіка, СССР) — російський державний і політичний діяч. Президент Республіки Татарстан з 25 березня 2010 року, член вищої ради Єдиної Росії.

## Життєпис
Народився в 1957 році в селі Новий Ариш Рибно-Слобідського району Татарської АРСР. Його батько, Нургалі Мінніхановіч (1930—2001), з 1962 по 1990 рік був директором Сабинського ліспромгоспу.

### Освіта
- 1978 року — закінчив Казанський сільськогосподарський інститут за спеціальністю «механізація сільського господарства», кваліфікація «інженер-механік».
- 1986 рік — закінчив Казанську філію Московського інституту радянської торгівлі за спеціальністю «товарознавство і організація торгівлі продовольчими товарами», кваліфікація «товарознавець вищої кваліфікації».
- У 2001 захистив докторську дисертацію з економіки (доктор економічних наук)

### Держслужба
У 1983—1985 рр. — заступник голови правління районного споживчого товариства Сабінського району.
У 1985—1990 рр. — голова правління районного споживчого товариства Арського району.
у 1990—1992 рр. — голова Арського райвиконкому.
У 1992—1993 рр. — перший заступник голови адміністрації Арського району.
У 1993—1996 рр. — голова адміністрації Високогірського району.

### В уряді Татарстану
У 1996—1998 рр. — міністр фінансів Республіки Татарстан. У 1998 році очолив уряд Республіки Татарстан.
У червні 1999 року, будучи прем'єр-міністром, був обраний головою ради директорів відкритого акціонерного товариства «Татнефть». Обрання прем'єр-міністра на посаду голови ради директорів компанії «Татнєфть», що забезпечує близько 40 % надходження до бюджету Татарстану, на думку експертів, відображає прагнення державної влади республіки отримати більший контроль над фінансовими потоками найбільших підприємств.
У травні 2001 року знову очолив уряд республіки, сформований після переобрання Мінтімєра Шаймієва на пост президента Татарстану.
29 квітня 2005 року постановою держради Республіки Татарстан знову затверджений прем'єр-міністром Республіки Татарстан.

### На чолі Республіки Татарстан
22 січня 2010 року Президент Росії Дмитро Медведєв після самовідводу Мінтімера Шаймієва заявив про те, що рекомендуватиме Державній Раді Республіки Татарстан наділити повноваженнями президента Республіки Татарстан нинішнього прем'єр-міністра Татарстану Рустама Мінніханова. 28 січня 2010 року було оголошено про внесення кандидатури Мінніханова на розгляд Державної Ради Республіки Татарстан. 29 січня 2010 року Президія Державної Ради Республіки Татарстан призначила розгляд питання про наділення Мінніханова повноваженнями Президента Республіки Татарстан на 4 лютого 2010 року. 4 лютого 2010 року Держрада РТ одноголосно затвердила кандидатуру Мінніханова на посаду Президента РТ. Церемонія вступу Рустама Мінніханова на посаду президента республіки відбулася 25 березня — у день, коли закінчилися повноваження Мінтімера Шаймієва.
25 березня 2010 року Рустам Мінніханов склав присягу і офіційно вступив на посаду президента Республіки Татарстан.
З 16 червня до 18 грудня 2010, з 26 травня до 22 листопада 2017 і з 21 грудня 2020 року — член президії Державної Ради Російської Федерації.
24 березня 2015 року, за день до закінчення повноважень, президент Росії Володимир Путін запропонував Мінніханову виконувати обов'язки глави республіки до обрання на чергових виборах, очікуваних у вересні в єдиний день голосування. На виборах президента Татарстану, що відбулися 13 вересня 2015 року, Мінніханов набрав 94,4 % голосів. 18 вересня він вступив на посаду на другий термін повноважень.
20 травня 2020 року президент Росії Володимир Путін підтримав намір Рустама Мінніханова знову балотуватися на посаду глави регіону. Вибори заплановані на вересень 2020 року.
Під час Єдиного дня голосування у вересні 2020 року, на виборах Президента Республіки Татарстан, Рустам Нургалієвич, набравши 83,27 % голосів за явки 78,78 % від загальної кількості зареєстрованих виборців, випередив усіх своїх опонентів, здобув перемогу і продовжив працювати на посаді керівника регіону.
З 6 лютого 2023 року після набрання чинності законом про поправки до конституції Татарстану найменуванням посади Рустама Мінніханова є Глава-Раїс республіки Татарстан.

## Сім'я
Дружина — Мінніханова Гульсина Ахатовна (рід. 1969). Сини: Ірек (04.03.1989 -17.11.2013, загинув в авіакатастрофі) і Іскандер (рід. 2008). Гульсина Ахатовна належить елітний казанський салон краси «Luciano Beauty Studio». З отриманим в 2010 році доходом в розмірі 8,1 млн рублів, Гульсина Мінніханова входила в число десяти найбагатших дружин губернаторів.
17 грудня 2013 року вдова Ірека Мінніханова Антонія Гишар народила дочку, внучку Рустама Нургаліевіч.
Має 2 братів. На січень 2014 року, Рифкат є начальником управління ДАІ МВС Республіки Татарстан, Раїс — глава муніципального освіти «Сабінські муніципальний район» Республіки Татарстан.

## Санкції
Рустам Мінніханов, як голова республіки, здійснював підтримку схвалення політики РФ, спрямованої на проведення військових дій та геноцид цивільного населення в Україні, примусові зміни, повалення конституційного ладу, захоплення державної влади, зміни територіального або державного кордону України.
26 січня 2023 року доданий до санкційного списку США.
5 квітня 2023 року доданий до санкційного списку Канади.